# Aenictus artipus
Aenictus artipus é uma espécie de formiga do gênero Aenictus.